# 스티브 런던
스티브 런던(Steve London, 1930년 8월 1일 ~ 2014년 6월 14일)은 미국의 배우, 텔레비전 배우이다.
세인트루이스에서 태어났다.

## 영화
- 추격 (1959년)
- 에이리언 몬스터 (1958년) - 찰스 메이슨 역